# 徐州矿务集团
徐州矿务集团有限公司是位于江苏省徐州市的省属国有特大型煤炭生产企业，由江苏省人民政府授权江苏省人民政府国有资产监督管理委员会管理。

## 历史
1882年，成立“徐州利国矿务总局”。1898年，矿场迁至贾汪，更名为“贾汪煤矿公司”。1931年，上海资本家刘鸿生与贾汪煤矿合股成立“华东煤炭股份有限公司”。1938年，日军占领后更名为“柳泉炭矿”。1945年，日本投降后，国民政府经济部委派徐季良为接收专员，恢复“华东煤炭股份有限公司”。
1948年，淮海战役后，山东矿务局接管华东煤炭股份有限公司，改名为“山东矿务局贾汪煤矿”。1953年，徐州市划归江苏省，改为江苏省贾汪矿务局。1958年，成立徐州煤炭矿务局。1959年，徐州煤炭矿务局更名为“徐州矿务局”。
1970年，徐州矿务局从国家煤炭工业部划归江苏省管理领导。
1998年5月28日，江苏省人民政府批准，徐州矿务局改制为徐州矿务集团有限公司。

## 下属
- 旗山煤矿（贾汪区大吴镇）
- 庞庄煤矿（位于徐州市西北郊，含东城、庞庄、张小楼3对矿井）
- 夹河煤矿（位于徐州市九里区拾屯乡）
- 垞城煤矿（位于市区北部铜山县柳新乡垞城村西侧）
- 张集煤矿（位于市区西北铜山县刘集镇）
- 三河尖煤矿（位于沛县龙固镇）
- 张双楼煤矿（位于沛县安国镇张双楼村）
- 大黄山煤矿（徐州市东郊大黄山镇，2000年1月11日发生井下透水重大伤亡事故后，矿井停止采掘活动封井）[2][3]
- 董庄煤矿（贾汪区董庄，1999年10月底停止采掘活动封井）[2]
- 夏桥煤矿（贾汪区，2000年1月1日起停产封井）[2]
- 韩桥煤矿（贾汪区，停产封井）
- 卧牛山煤矿（2008年底破产）
- 新河煤矿（位于市西郊汉王镇马山村，2008年底破产）
- 九里山煤矿（位于市西郊）
- 权台煤矿（位于贾汪区大吴镇）
- 天山矿业（新疆库车县俄霍布拉克煤矿）
- 铁煤能源（位于新疆塔城地区额敏县、托里县）
  - 昊源煤矿
  - 盛源煤矿
  - 恒源煤矿
- 赛尔能源（位于新疆塔城地区和布克赛尔蒙古自治县和什托洛盖镇）
- 哈密能源（位于新疆哈密地区，开发大南湖煤田西部矿区）[4]
- 秦源煤业（宝鸡市戚家坡煤矿）
- 郭家河煤业（陕西省宝鸡市麟游县郭家河煤矿）[5]
- 新安煤业（位于甘肃省平凉市崇信县城以西40km处的新安煤矿）
- 贵州能源（开发黔北习桐矿区，6对矿井：容光、花秋I、花秋Ⅱ、兴隆、桃林、二郎）
- 江苏矿业工程公司（煤井建设）
- 江苏能源投资公司
- 卫生处
  - 徐州矿务集团总医院（徐州医学院第二附属医院/徐州矿务局职工第三医院）
  - 徐州矿务局职工第一医院（大黄山镇）
  - 徐州矿务局职工第二医院（贾汪区团结路）